# Balanopsammia
Genre
Balanopsammia est un genre de coraux durs de la famille des Dendrophylliidae.

## Liste des espèces
Selon World Register of Marine Species (1 septembre 2024) :
- Balanopsammia wirtzi Ocaña & Brito, 2013

## Systématique
Le nom valide complet (avec auteur) de ce taxon est Balanopsammia Ocaña & Brito, 2013,. Son espèce type et unique espèce est Balanopsammia wirtzi.

### Étymologie
Le nom générique, Balanopsammia, est en lien avec la longue confusion de ces coraux considérés comme appartenant au genre Balanophyllia.

### Publication originale
- (en + es) O. Ocaña et A. Brito, « Balanopsammia wirtzi, a new genus and species of coral (Anthozoa: Scleractinia: Dendrophylliidae) from the Cape Verde Islands: A comparative study with the Mediterranean Cladopsammia rolandi », Revista de la Academia Canaria de Ciencias, vol. 25,‎ décembre 2013, p. 87-104 (ISSN 1130-4723, lire en ligne).